# Libohovë
Libohovë là một đô thị trong quận Gjirokastër thuộc hạt Gjirokastër, Albania. Dân số năm 2005 là 2307 người.